# 100% Coco (film)
100% Coco is een Nederlandse film uit 2017 van Tessa Schram. De film is gebaseerd op het gelijknamige boek van Niki Smit.
In 2019 kwam de vervolgfilm uit: 100% Coco New York.

## Verhaal
Coco is een meisje dat het liefst de hele dag met mode bezig is. Ze gaat voor het eerst naar de middelbare school en denkt dat iedereen haar smaak geweldig gaat vinden. Ze komt er heel snel achter dat dat niet klopt. Tijdens de gezamenlijke meeting aan het begin van het schooljaar ziet ze Bruno staan en wordt op slag verliefd op hem, maar denkt dat hij haar niet ziet staan. En dan is er ook nog Amanda die hem al direct claimt als de hare.
Als Coco op televisie een reclame ziet voor een modevlog-wedstrijd wil ze meedoen. Alleen als haar schoolgenoten erachter komen dat zij het is, dan wint ze zeker niet. Ze besluit als een mysterieuze deelnemer genaamd Style Tiger mee te doen. Al snel wordt Style Tiger populair op school. Als tijdens de voorbereidingen voor het schoolfeest Bruno er per toeval achter komt dat Coco de Style Tiger is, besluit hij haar geheim te bewaren en haar te helpen met haar vlogs als cameraman. Ze denkt dat er iets moois opbloeit tussen haar en Bruno tot ze Amanda en Bruno ziet zoenen op het schoolfeest. Ze gelooft niet dat Bruno dit niet wil en gaat naar huis.
Als ze door een laatste opdracht de danswedstrijd van haar beste vrienden mist, komen die erachter dat Coco de Style Tiger is. Vince vindt dit gaaf, maar Jada is boos dat Coco het nooit verteld heeft. De volgende dag wordt bekend dat Style Tiger bij de laatste drie van de wedstrijd zit en mee mag naar Parijs.
Coco mist dit omdat ze zielig thuis zit en Amanda doet alsof zij de Style Tiger is. Met hulp van Bruno, Jada, Vince en winkeleigenaresse Alicia gaan ze alsnog naar Parijs om Amanda te ontmaskeren en bekend te maken dat Coco daadwerkelijk Style Tiger is.

## Thematiek
Een centraal thema in de film is de tegenstelling tussen uiterlijk en innerlijk: is je karakter niet belangrijker dan hoe je er uit ziet? De film draagt aan de kijkers de boodschap over dat je vooral jezelf moet zijn en je niet moet aanpassen aan de heersende mode en de mening van de grootste groep.
De tegenstelling komt onder andere tot uitdrukking in de verschillen tussen Coco en haar moeder: de laatste is bezig met haar innerlijk en ze mediteert veel, terwijl Coco zich aanvankelijk vooral druk maakt over wat anderen van haar uiterlijk vinden.

## Rolverdeling
| Acteur             | Personage       | Opmerkingen    |
| ------------------ | --------------- | -------------- |
| Nola Kemper        | Coco            | Hoofdrol       |
| Valentijn Avé      | Bruno           |                |
| Merel de Zwart     | Amanda          |                |
| Firy Beuk          | Jada            |                |
| Thom Vendrik       | Vince           |                |
| Faye Gunther       | Holly           |                |
| Anna-Sophie Kummer | Roxanne         |                |
| Eva Duijvestein    | Moeder Coco     |                |
| Rienus Krul        | Hulleman        | Conrector      |
| Iris Hesseling     | Alicia          |                |
| Dionne Slagter     | Dionne          |                |
| Défano Holwijn     | Défano          |                |
| Vincent Visser     | Ferry           |                |
| Sydney Tros        | Felice          |                |
| Keanu Visscher     | Kenzo           |                |
| Rosaline Lantink   | Bibi            |                |
| Loes Schnepper     | Mevrouw Vergeer | Lerares Engels |